# Coffee & Kareem
Coffee & Kareem ist eine US-amerikanische Actionkomödie von Michael Dowse aus dem Jahr 2020. Der Film hatte am 3. April 2020 seine Premiere auf der Streaming-Plattform Netflix.

## Handlung
Endlich geht es dem Polizisten Coffee gut. Er hat eine frische Beziehung mit Vanessa Manning. Deren Sohn Kareem scheint zwar etwas schwieriger zu sein, doch er steckt viel Energie in die Beziehung. Auf der Arbeit läuft es jedoch im Moment nicht so gut. Eigentlich sollte er den Drogendealer und Rapper Orlando Johnson nur am Polizeirevier abliefern, doch er konnte sich befreien und ist jetzt flüchtig. Die Schuld dafür sowie den Spott seiner Vorgesetzten Detective Watts bekommt er ab. Anschließend soll er Kareem von der Schule abholen und eine Beziehung zu ihm aufbauen.
Kareem, ein übergewichtiger, vorpubertärer Möchtegern-Gangster hat jedoch schon einen Plan, um seinen Stiefvater in spe loszuwerden. Über einen Schulkontakt hat er Kontakt zu Orlando Johnsons Leuten und hat den Plan, diesen auf Coffee anzusetzen. Nichtsahnend fährt Coffee ihn zu Johnson. Dort überrascht Kareem den Rapper, der gerade einen Polizisten gefangen hält. Während er noch versucht Johnson zu überreden, Coffee für ihn zu erledigen, erschießt einer von Johnsons Leuten den offensichtlich korrupten Polizisten. Der Schuss schreckt Coffee auf. Es kommt zu einer Schießerei, die damit endet, dass Kareem und Coffee gemeinsam fliehen.
Die beiden tauchen unter. Nachdem Polizisten versuchen, Vanessas Wohnung zu stürmen, ist ihnen rasch klar, dass Detective Watts der eigentliche Drahtzieher hinter der ganzen Aktion ist. Mit Vanessa, die während der Flucht von ihrem eigenen Sohn getasert wird, weil sie hysterisch agierte, steigen sie in einem Stundenhotel ab. Kareem und Coffee versuchen Captain Hill auf die richtige Spur zu bringen, doch dieser steckt ebenfalls mit drin. Bei einer weiteren Schießerei wird er von Watts getötet. Die beiden werden gefangen, können sich jedoch befreien. Anschließend  ist Orlando Johnson auf ihrer Seite. Er wollte schon lange aussteigen, um sich auf seine Rapkarriere zu konzentrieren. So erfahren sie, dass Watts den Deal mit einem ausländischen Kartell noch durchziehen will.
Die beiden versuchen nun Kareems Mutter zu retten, doch diese hat sich schon selbst befreit. Nach einem Streit trennen sich zunächst  die Wege der drei, doch als Vanessa und Kareem sich vom Motel entfernen, werden sie entführt. Coffee beschließt sie zu retten. In einer heldenhaften Aktion befreit er Vanessa und Kareem. Im anschließenden Feuergefecht gehen sie als Sieger hervor. Kareem akzeptiert nun Coffee als Partner seiner Mutter.

## Hintergrund
Der Film wurde vom 22. April 2019 bis zum 4. Juni 2019 in Vancouver, British Columbia, Kanada gedreht.

## Kritiken
Der Film wurde überwiegend negativ bewertet. Auf Filmstarts.de vergab Oliver Kube lediglich 1,5 von fünf Sternen und urteilte: „Die nervigen Protagonisten sind keine Hilfe dabei, die formelhafte, künstlich gestreckte Krimi-Handlung kurzweiliger zu gestalten. Allein ein paar Nebenfiguren sorgen in dieser lauen Buddy-Action-Komödie für den einen oder anderen Lacher.“ Auf Film-rezensionen.de vergab Oliver Armknecht 2 von 10 Punkten: „Dass Coffee & Kareem zum Ende hin noch ein bisschen Herz für sich entdecken will, macht den Film nicht besser, ist er an der Stelle doch genauso einfallslos wie beim Humor. (…) Da ist man wirklich dankbar für jede Actionszene, steigert das doch die Chance, zumindest für einen Moment den grausamen Dialogen zu entkommen. Aber selbst das ist nicht gesagt, manchmal hielt man es hier für eine gute Idee, das Tempo rauszunehmen, um doch die Figuren quasseln zu lassen. Was ziemlich gemein ist, zögert es doch das Elend nur noch weiter hinaus.“